# تشارلز أبوت (قاض)
كان تشارلز أبوت أول من لقب بارون تينتردين (7 أكتوبر 1762 -4 نوفمبر 1832). كان محاميًا وقاضيًا بريطانيًا، شغل منصب اللورد رئيس قضاة بين عامي 1818 و1832. لم تعرف ظروف ولادته بشكل دقيق، ولد في مدينة كانتربري وكان والده حلاقًا. تلقى تعليمه في إحدى مدارس السيدات قبل أن ينتقل إلى مدرسة الملك في كانتربري في عام 1769. حصل على منحة المعرض من المدرسة في مارس 1781. التحق بكلية كوربوس كريستي في جامعة أكسفورد، وحصل خلالها على درجة الزمالة، وعمل أيضًا كمدرس خاص لابن السير فرانسيس بولر، ما جعله يفكر في أن يصبح محاميًا في القضاء العالي. انضم إلى المعبد الأوسط في عام 1787، ثم انتقل إلى المعبد الداخلي في عام 1793، ودعي لحضور جلسات المحكمة من قبل المعبد الداخلي في عام 1796. اشتُهر أبوت بكونه محامٍ ممتاز، واعتبر المحامي الأكثر دخلًا خلال فترة عمله في نقابة المحامين، على الرغم من ضعف حديثه وخلوه من الإبداع. عُرض عليه منصب قاضٍ في محكمة الاستئناف العام في عام 1808، رفض العرض في البداية ثم قبله في عام 1816. حصل على وسام الفروسية العرفي وعيّن رقيبًا في القانون.
نُقل إلى محكمة مجلس الملك بعد ثلاثة أشهر من تعيينه كقاضٍ، كانت بدايته ضعيفة إلى حد ما ولكنه أظهر أقصى درجات الامتياز القضائي خلال العامين التاليين. اختير أبوت ليحل محل اللورد إلينبورو كرئيس قضاة بعد إصابة الأخير بجلطة دماغية عام 1818. شهد عهده ازدهارًا واضحًا لمحكمة مجلس الملك، وبفضل قضاته الأقوياء وقدراته الخاصة نال إعجابًا كبيرًا. صنف ضمن طبقة النبلاء في عام 1827، بعد أن شغل منصب بارون تنتردين الأول، حضر في البداية جلسات مجلس اللوردات بانتظام. عارض أبوت قانون الإصلاح لعام 1832، وادعى أنه تعامل مع شركات المدينة بطريقة سيئة، ورفض على إثره حضور جلسات مجلس اللوردات. استمر أبوت كرئيس قضاة. مرض بعدها ولم يتمكن الأطباء معرفة مرضه. توفي في 4 نوفمبر 1832 في منزله في ساحة الملكة في لندن.

## نشأته وتعليمه
ولد أبوت في 7 أكتوبر 1762 في كانتربري، والداه هما جون أبوت وأليس. عاش أبوت في منزل صغير متواضع بالقرب من الكاتدرائية. عُرف عنه خلال طفولته اجتهاده وتنظيمه وسلوكه المنضبط. التحق بمدرسة الملك في كانتربري في عام 1769، كان من طلابها المميزين إذ حصل على منحة المعرض، وقُبل في كلية كوربوس كريستي في جامعة أكسفورد في مارس 1781. لم يتواجد حينها إلا جائزتين في أكسفورد هما ميدالية المستشار للنثر الإنجليزي واللاتيني. سعى أبوت للفوز بهاتين الجائزتين، فاز بالجائزة اللاتينية في سنته الثانية، وبالجائزة الإنجليزية في سنته الثالثة. مُنح لقب الزمالة في كلية كوربوس كريستي وعمل كمدرس لابن السير فرانسيس بولر.

## حياته المهنية
بدأ أبوت تدريبه في المحكمة المتنقلة. تعرض لحادث أثناء سفره في إحدى المرات، وكسرت ساقه في مكانين مختلفين، أصبح على إثر هذا الحادث أعرجًا مدى الحياة.
نشر كتابًا قانونيًا بعنوان «على سفن التجار والبحّارة» في عام 1802، أشاد زملاؤه المحامون بهذا الكتاب، وأعيد نشره لاحقًا في الولايات المتحدة، نُسب بشكل خاطئ إلى رئيس مجلس العموم. رفض التقدم لمنصب مستشار الملك، على الرغم من الرقي والشرف الذي يحظاه حامل هذا اللقب. شغل منصب المدعي العام من عام 1802 إلى عام 1816، وافتتح جميع الدعاوى الحكومية. كان مستشارًا لبنك إنجلترا وللعديد من العمداء والأساقفة في كنيسة إنجلترا. بلغ دخله السنوي بحلول عام 1807 حوالي 8000 جنيه إسترليني، ازداد دخله بعدها ولوحظ أنه من أكثر المحامين دخلًا في ذلك الوقت. عُرف عن أبوت خطاباته الرتيبة والمفتقرة للخيال، والتي على الرغم منها كان محاميًا ممتازًا.
عُرض على أبوت منصب قاضٍ في محكمة الالتماسات العامة في عام 1808، لكنه رفض العرض. استمر أبوت في عمله لمدة ثماني سنوات، شعر بعدها أنه لم يعد قادرًا على تحمل الضغط، وقبل منصبًا في محكمة النداءات العامة في 24 يناير 1816، ليصبح رقيبًا في القانون. مُنح أبوت لقب الفروسية العرفية، مع شعار «لابور». استمر في هذا المنصب لمدة ثلاثة أشهر، لم تتواجد أية سجلات لعمله هناك، نُقل بعدها إلى محكمة مجلس الملك في 3 مايو ليحل محل سيمون لو بلان.
كان أبوت محاميًا إقليميًا، ولم يعرف الكثير عن محكمة مجلس الملك، كانت بدايته مخيبة للآمال لكنه سرعان ما تحسن. أظهر أبوت أعلى درجات التفوق القضائي بحلول عام 1818 على الرغم من تعرضه للكثير من الانتقادات. أصيب اللورد إلينبورو بجلطة دماغية، ما أجبره على التقاعد. لم يتوفر بديل مناسب لهذا المنصب بين القضاة والشخصيات القانونية. تولى أبوت منصب اللورد رئيس القضاة رسميًا في 4 نوفمبر 1818. حققت محكمة مجلس الملك الكثير من النجاحات بفضل قدرات أبوت وجهود القضاة. كان لأبوت الكثير من المعارف البشرية، وأثبت مهارته في الحكم في نزاع الطب الشرعي.
حمل أبوت لقب بارون تينتيردين، من هندون في مقاطعة ميدلسكس في 30 أبريل 1827، تولى أبوت منصبه رسميًا في 24 مايو، عرف عنه التزامه بحضور مجلس اللوردات، وكان آخر من يرتدي رداءه الرسمي أمام مجلس اللوردات. ورت الكثير من التقارير عن حالة المحاكم الكنسية ومحاكم القانون العام وقانون الملكية العقارية؛ قدم أبوت العديد من المشاريع القانونية إلى البرلمان في عام 1830، نوقشت هذه المشاريع خلال جلسة البرلمان. لم تسمع مشاريع القوانين الكنسية في تلك الجلسة بسبب نفاذ الوقت، لكنها سمعت خلال الدورة البرلمانية التالية في عام 1831. عارض أبوت قانون الإصلاح لعام 1832 وغاب بعدها عن مجلس اللوردات، دافع أبوت بقوة لصالح شركات المدينة، واعبتر مشروع القانون مجحفًا بحقها. غاب بعدها عن عالم السياسية، لكنه عيّن وزيرًا مؤقتًا للخزانة من 8 أغسطس إلى 3 سبتمبر 1827، تبعًا للاتفاقية التالية: (يُشغل هذا المنصب من قبل رئيس المحكمة العليا عندما يكون شاغرًا).

## وفاته
هاجم المرض أبوت لأول مرة في مايو 1832، كتب حينها إلى السير إيجرتون بريدجز ووصف له مرضه وعذابه الشديد. تحسنت حالة أبوت الصحية إلى حد ما، وحضر عشاءه السنوي لمحامي الملك، لكننه لم يكن قادرًا على شرب النبيذ. ذهب إلى محكمة ميدلاند في يونيو، لكنه عانى حينها من سعال عنيف وتدهورت حالته الصحية، عاد بعدها إلى منزله في هندون. فقد شهيته للطعام، وعانى من ارتفاع في درجة الحرارة بعد اليوم الأول من إصابته، بدأ بعدها بالهذيان ولم يتمكن الأطباء من معرفة السبب. توفي أخيرًا في 4 نوفمبر 1832 في منزله في ساحة الملكة في لندن. كانت كلماته الأخيرة «والآن، أيها السادة المحلفون، سوف تنظرون في حكمكم».

## الحياة الشخصية
تزوج أبوت من ماري لاموت في 30 يوليو 1795. عاش حياة عائلية ممتعة، وجد في السجلات كتابته الشعرية في الحب والتي كتبها لزوجته. كان للزوجين ولدان وبنتان. جون، وتشارلز، وماري، وكاثرين.  تزوجت كاثرين لاحقًا من جون رولاند سميث. تمتع أبوت بصفات القاضي المثالي ما منحه نفوذًا وقيمة بين القضاة. كانت شخصية القضائية قوية، وعرف عنه تسرعه وصرامته.